# The Rival Musicians
The Rival Musicians è un cortometraggio muto del 1913 diretto da W.P. Kellino.

## Trama
Dei vicini musicisti cercano di sovrastarsi l'un l'altro con il rumore, cercando ognuno di fare ancora più fracasso dell'altro..

## Produzione
Il film fu prodotto dalla EcKo.

## Distribuzione
Distribuito dall'Universal Pictures, il film - un cortometraggio di 145 metri - uscì nelle sale cinematografiche britanniche nell'ottobre 1913.